# Parque de Poblamiento Solidaridad
Parque de Poblamiento Solidaridad es una localidad de México perteneciente al municipio de Huejutla de Reyes en el estado de Hidalgo.

## Geografía
Se encuentra en la región Huasteca; a la localidad le corresponden las coordenadas geográficas 21° 09’ 05.073” de latitud norte y 98° 23’ 3.357” de longitud oeste, con una altitud de 108 m s. n. m. Cuenta con un clima semicálido húmedo con abundantes lluvias en verano.
En cuanto a fisiografía se encuentra dentro de las provincia de la Llanura Costera del Golfo Norte, dentro de la subprovincia del Llanuras y Lomeríos; su terreno es de sierra y lomerío. En lo que respecta a la hidrografía se encuentra posicionado en la región de Pánuco, dentro de la cuenca del río Moctezuma, en la subcuenca de río Los Hules.

## Demografía
En 2020 registró una población de 2415 personas, lo que corresponde al 1.90 % de la población municipal. De los cuales 1096 son hombres y 1319 son mujeres. Tiene 663 viviendas particulares habitadas.
| Gráfica de evolución demográfica de Parque de Poblamiento Solidaridad entre 1995 y 2020      |
|                                                                                              |
| Población de los censos y conteos del Instituto Nacional de Estadística y Geografía (INEGI). |